# Некрасівці
Некрасівці (некрасівські козаки, козаки-некрасівці, Гнат-козаки) — нащадки донських козаків, які після придушення Булавінського повстання пішли з Дону у вересні 1708 року. Названі на честь ватажка, Гната Некрасова.

## На Кубані
Після поразки Булавінського повстання восени 1708 року частина донських козаків на чолі з отаманом Некрасовим пішла на Кубань — територію, що належала на той час Кримському ханству. Всього разом з Некрасовим пішло близько 8 тис. осіб (за різними даними від 2 тис. козаків з жінками і дітьми, 500—600 сімей, до 8 тис. осіб). Об'єднавшись із пішовшими на Кубань ще в 1690-х роках козаками-старообрядцями, утворили перше Кубанське козацьке військо, прийняли підданство кримських ханів і отримали досить широкі привілеї. До козаків стали приєднуватися біглі з Дону і прості селяни.
Спочатку некрасівці осіли на Середній Кубані (на правому березі річки Лаба, недалеко від її гирла), в урочищі у сучасної станиці Некрасівської. Але незабаром більшість, включаючи Гната Некрасова, переселилася на Таманський півострів, заснувавши три містечка — Блудилівське, Голубинське і Чирянське.
Некрасівці довгий час здійснювали звідси набіги на прикордонні російські землі, з яких найбільше спустошення завдав Кубанський погром 1717 р. (похід у землі Пензенського краю разом з черкесами та ногайцями). Після 1737 року (зі смертю Гната Некрасова) становище на кордоні почало стабілізуватися. У 1735—1739 рр. Російська імперія кілька разів пропонувала некрасівцям повернутися на батьківщину. Не досягнувши результату, імператриця Анна Іванівна направила на Кубань донського отамана Фролова. Не маючи можливості протистояти російським військам, некрасівці почали переселення в османські володіння на Дунаї.

## На Дунаї
У період 1740 р.-1778 р., з дозволу османського султана, некрасівці перебралися на Дунай. На території Османської імперії султани підтвердили козакам-некрасівцям всі привілеї, якими вони користувалися на Кубані у кримських ханів. На Дунаї вони оселилися на території Добруджі, в плавнях гирла Дунаю, по сусідству з липованами. На Дунаї козаки-некрасівці в основному розселилися в Дунавцях (Верхній і Нижній) і Сари-Кей, а також в селах Слава Черкаська, Журилівка, Некрасівка (Стара і Нова) й інші.

## Війна з Задунайською Січчю
Див. також: Дунайська міжкозацька війна
Після знищення у 1775 р. Запорозької Січі в тих же місцях з'явилися й запорожці. У суперечках за найкращі рибальські місця між некрасовцями та запорожцями стало доходити до збройних зіткнень.
У 1794 році некрасівці напали на запорожців і спалили першу Задунайську Січ у Катирлезі, після чого запорожцям, що вижили, довелося переселитися вище по Дунаю. Нові місця щодо лову риби сильно поступалися колишнім.
У 1800 році на Балканах почався заколот Османа Пазвантогли, який обіцяв ширшу автономію некрасівцям за підтримку. Побачивши можливість помститися своїм кривдникам, запорожці взяли сторону султана Селіма III. Обидві козацькі групи зазнали великих втрат, але у 1803 році заколот був придушений і браїлівський назір дозволив запорожцям повернутися до Катирлезу. Однак переможені некрасівці також знайшли підтримку ізмаїльського коменданта Пехлеваногли, і в 1805 повторно спалили Катирлез. Вцілілим запорожцям довелося тікати до Браїли.
Відчувши в собі достатньо військової могутності завдяки приходу старих січовиків з Цісарщини, запорожці вирішили вибити з гирла Дунаю некрасовських козаків і осісти на їхньому місці.
У 1811 році кошовий отаман Задунайської Січі Самійло Калниболоцький висунувся з частиною війська з Сеймені в Кілійське гирло Дунаю, виганяючи вздовж берега всіх липован із їхніх жител. У протоці Портиця, що з'єднує лиман Разим і Чорне море, передній відділ Запорізького Війська зустрів збройний опір з боку козаків-некрасівців, але потім на допомогу прибуло головне військо, і всі некрасівці були перебиті. Головні сили некрасівців ще не були розбиті і завзято билися. Весь 1812 між ними і запорожцями тяглася дрібна війна по всьому дунайському гирлу.
Влітку 1813 року запорожці пішли війною на некрасівців на всьому просторі від Тульчі до Дунавця. Битви були надзвичайно кровопролитними. Некрасівці вистежували загони запорожців і, несподівано напавши, вирізали всіх до одного. Зате коли запорожці вривалися в некрасівську слободу, то не залишали живими навіть жінок і дітей.
Лють запорожців під час війни ще дужче збільшився після того, як некрасівці, спіймавши одного з найзавзятіших запорозьких розбишак, козака Притику, розіп'яли його на кількох дошках і пустили пливти Дунаєм. Запорожці знайшли його біля моря, вже мертвого, і дали клятву надалі не щадити нікого з некрасівців.
Турецький уряд у війну некрасівців та запорожців не втручався.
1813 року запорожці знову зайняли Катирлез, а 1814 року взяли штурмом некрасівську столицю Дунавець (нині це Верхній Дунавець в Румунії), де збудували Дунавецьку Січ.

## У Османській імперії
Після взяття запорожцями Некрасівського Дунавця і переселення туди Запорізького Коша з Сейменів, велика частина некрасівців покинула Дунай і переселилася в азійську Османську імперію на озеро Майнос, а також Енос біля берегів Егейського моря. Таким чином, до початку 19 сторіччя утворилися дві групи некрасівців — Дунайська і Майноська. Деяка частина некрасівців Дунайської гілки, залишилася вірною «завітам Гната», поповнила згодом поселення некрасівців на Майносі, а ті що залишилися на Дунаї, були повністю поглинені чисельнішими липованами і прибуваючими у той район старовірами з Російської імперії, й асимілювалася в їхньому середовищі, втратили мову своїх предків, звичаї, фольклор, перекази та пісні про Гната, його «заповіти». Хоча називатися далі некрасівцями їм було вигідно, через надання османською владою низки привілеїв. Некрасівці з Майноса їх називали «дунакі» або «хохли» і за своїх не визнавали. Егейський Енос як окреме поселення некрасівців також перестало існувати, у 1828 р. переселившися на Майнос і повністю влившись у майноську громаду. До середини 19 сторіччя відбулося майнове розшарування громади, намітилися і релігійні протиріччя, і в другій половині 1860-х р. частина майносьців (157 сімей) у результаті розколу громади пішла і заснувала поселення на острові Мада (на Бейшеїрському озері). Їх доля виявилася трагічною — в результаті епідемії, «підморної» землі і зараженої води в озері, до 1895 року на Маді залишалося всього 30 дворів, а до 1910 р. в селі залишилося лише 8 родин. У 1860-х роках погіршилися взаємини між некрасівцямі та османською владою, які згодом до призвели до неможливості проживання громади на території Османської імперії.

## Переселення у російську Грузію
На початку 20 сторіччя завершився релігійний, культурний і майновий розкол громади на тлі погіршення становища некрасівців у Османській імперії (посилення податкового гніту, військової повинності і відлучення частини земель на озері Майнос на користь мухаджирів), остаточно була втрачена віра в можливість відшукати міфічне «Місто Гната» і в 1912—1913 рр., незважаючи на заповіт Некрасова «при царі в Расєю не повертатися», з дозволу російського уряду і османської влади, почалося їх повернення у Російську імперію. Перша офіційна хвиля реемігрантів була незначною — 70-80 сімей. Близько 170—200 сімей залишилося у Османській імперії.
Дозволу селитися на Дону чи Кубані некрасівці не отримали, а були спрямовані до Грузії. Заснувавши два селища — Успенське і Воскресенське, — козаки прожили там лише кілька років, а після проголошення незалежності Грузії та встановлення влади меншовистського уряду (початок 1918 р.), вони були змушені знову переселяться, цього разу на Кубань, в станицю Прочноокопську.

## Переселення на Кубань
Навесні 1919 р. Кубанська законодавча Рада зарахувала 246 козаків-некрасовцев до складу Кубанського козацтва і їм були виділені земельні наділи приблизно за 30 км від Приморсько-Охтирської станиці, де вже до літа 1920 р. некрасівці заснували хутори Некрасівський і Новонекрасівский, згодом злилися в один — Новонекрасівский. 22 вересня 1962 року з Туреччини, села Коджа-Гель (до 1938 — Бін-Евле або Ескі-Казаклар, по-некрасівськи Майнос) до Росії повернулися 215 сімей некрасівців загальним числом 985 осіб. Всього до 1962 р. до Росії та СРСР переїхало 7200 осіб, з них трохи більше 2300 майносьців. У 1963 році кілька десятків некрасівців і «дунаків», загальним числом в 224 людини, що відмовилися виїжджати в Радянський Союз, були прийняті у США. У Туреччині залишилася тільки одна сім'я некрасівців.